# 第95回天皇杯・第86回皇后杯 全日本バスケットボール選手権大会
第95回天皇杯・第86回皇后杯 全日本バスケットボール選手権大会 は、2019年9月から2020年1月にかけて開催された天皇杯・皇后杯全日本バスケットボール選手権大会である。

## 概要
今大会では男子において前大会では締め出されていたB2所属クラブも一部ではあるが参加できるようになった。B1・B2所属クラブとWリーグチームは2次ラウンドから出場。
- 主催 - 日本バスケットボール協会[2]。
- 共催 - 共同通信社
- 1次・2次ラウンド主管 - 各都道府県バスケットボール協会
- 3次ラウンド主管 - 日本バスケットボール協会
- 協賛 モルテン、富士通、朝日新聞社、三井不動産

### 1次ラウンド
- 日程 - 9月21日から9月23日
- 会場
  - 東日本エリア - 船橋アリーナ（千葉県船橋市）
  - 中日本エリア - 兵庫県立総合体育館（兵庫県西宮市）
  - 西日本エリア - アミノバリューホール（徳島県鳴門市）
- 参加チーム
  - 東日本エリア - 北海道から山梨県までの代表
  - 中日本エリア - 長野県から和歌山県までの代表
  - 西日本エリア - 鳥取県から沖縄県までの代表

### 2次ラウンド
- 日程 - 11月30日、12月1日
- 会場
  - 奥州市総合体育館 Zアリーナ（岩手県奥州市）
  - ブレックスアリーナ宇都宮（栃木県宇都宮市）
  - 柏崎市総合体育館（新潟県柏崎市）
  - ウィングアリーナ刈谷（愛知県刈谷市）
  - 島津アリーナ京都（京都府京都市）
  - 堺市金岡公園体育館（大阪府堺市）
  - ノーリツアリーナ和歌山（和歌山県和歌山市）
  - 愛媛県総合運動公園体育館（愛媛県松山市）
- 参加チーム
  - 男子 - 1次ラウンド勝利チーム（9チーム）とB1クラブ全チーム+B2昨季上位5クラブ
  - 女子 - 1次ラウンド勝利チーム（13チーム）とWリーグ全チーム

### 3次ラウンド
- 日程 - 2020年1月9日から12日
- 会場 - さいたまスーパーアリーナ（埼玉県さいたま市）
- 参加チーム - 男女ベスト8チーム

## 試合結果

### 男子

#### 3次ラウンド
準々決勝
| 1月9日 12：15 |

|  |

| 渋谷 76, 北海道 60 |

| 1月9日 14：30 |

|  |

| 滋賀 73, 三河 65 |

| 1月9日 16：45 |

|  |

| 川崎 69, A東京 66 |

| 1月9日 19：00 |

|  |

| 宇都宮 74, 富山 65 |

準決勝
| 1月11日 15：30 |

|  |

| 渋谷 96, 滋賀 69 |

| 1月11日 17：45 |

|  |

| 川崎 82, 宇都宮 61 |

決勝
| 1月12日 14：08 |

|  |

| 渋谷 78, 川崎 73                               |
| クォーター・スコア: 16-16, 19-19, 24-20, 19-18 |

### 女子

#### 2次ラウンド
3回戦
- シャンソン化粧品 71-68 東京医療保健大学
- 山梨 86-77 白鷗大学
- 新潟 66-61 秋田銀行
- ひらまつ病院 56-66 日立笠戸
- アイシンAW 64-58 日本経済大学

- 大阪人間科学大学 118-80 足羽高校
- 高知中央高校 73-99 紀陽銀行
- 今治オレンジブロッサム 64-73 滋賀銀行
- 日立ハイテク 80-46 松蔭大学

4回戦
- トヨタ自動車 121-68 紀陽銀行
- シャンソン化粧品 49-65 日立ハイテク
- 東京羽田 73-74 山梨
- 新潟 55-82 トヨタ紡織

- デンソー 117-51 日立笠戸
- 富士通 65-70 アイシンAW
- 大阪人間科学大学 63-84 三菱電機
- ENEOS 125-56 滋賀銀行

#### 3次ラウンド
準々決勝
| 1月10日 12：15 |

|  |

| 山梨 49, デンソー 74 |

| 1月10日 14：30 |

|  |

| 三菱電機 52, 日立 50 |

| 1月10日 16：45 |

|  |

| トヨタ紡織 69, トヨタ自動車 87 |

| 1月10日 19：00 |

|  |

| アイシンAW 41, JX-ENEOS 75 |

準決勝
| 1月11日 11：15 |

|  |

| デンソー 75, 三菱電機 61 |

| 1月11日 13：15 |

|  |

| トヨタ自動車 48, JX-ENEOS 82 |

決勝
| 1月12日 11：08 |

|  |

| デンソー 53, JX-ENEOS 83                       |
| クォーター・スコア: 16-22, 11-22, 12-17, 14-22 |

## 個人賞

### MVP
男子
- ベンドラメ礼生（渋谷・初受賞）

女子
- 渡嘉敷来夢（JX-ENEOS・初受賞）

### ベスト5
男子
- セバスチャン・サイズ（渋谷・初受賞）
- ベンドラメ礼生（渋谷・初受賞）
- ライアン・ケリー（渋谷・初受賞）
- 辻直人（川崎・6年ぶり2回目）
- ニック・ファジーカス（川崎・3年ぶり3回目）

女子
- 渡嘉敷来夢（JX-ENEOS・10年連続10回目）
- 宮澤夕貴（JX-ENEOS・4年連続4回目）
- 髙田真希（デンソー・4年ぶり4回目）
- 赤穂ひまわり（デンソー・初受賞）
- 渡邉亜弥（三菱電機・初受賞）